# Школьніков Роман Олександрович
Рома́н Олекса́ндрович Шко́льніков (* 12 квітня 1911, Старобешеве — † 1986), український спортсмен, тренер по самбо, 1971 — заслужений тренер УРСР.

## Життєпис
Народився в родині коваля, працювати почав з 12-річного віку гінцем в Ростовській фотохромолітографії, згодом літографістом.
1927 року став чемпіоном і рекордсменом Північно-Кавказького краю у бігу на 100 метрів.
1929 року — на підготовчих курсах, 1930 — вступив до Московського інституту фізичної культури, 1933 закінчив, його вчив сам Василь Ощепков.
1932 року розробив комплект форми для борців, куртку з поясом, черевики на м'якій підошві.
Направлений в УРСР, працював тренером у Харкові — на кафедрі захисту і нападу Українського інституту фізичної культури, викладав також лижний спорт, регбі, бейсбол, баскетбол; згодом в Києві.
Учасник Другої світової війни, поранений в ногу. По закінченні її повернувся в Харківський інститут фізкультури, розробив поранення і продовжив тренувати і виступати у змаганнях.
В останнє піднявся на республіканський п'єдестал пошани 1963 — у віці 52 років.
Виховав ціле сузір'я спортсменів-самбістів, чим сприяв розвитку цього спорту в Україні.

## Спортивні досягнення
- Багаторазовий чемпіон УРСР, серед іншого: п'ятикратний по стрибках на лижах з трампліна, чотириразовий в лижному слаломі.
- Один з найкращих баскетболістів збірної УРСР довоєнного періоду.